# Эррера, Ремихио
Ремихио Эррера Адешина Обара Мейи (исп. Remijio Herrera Adeshina Obara Meyi; 1811/1816 — 1905) — кубинский балабао (священник культа йоруба, — ифа), религиозный деятель.

## Биография
Родился в Иджеше, городе на территории современной Нигерии. В 1830-х был продан в рабство испанцами. Согласно свидетельствам о крещении приходской церкви Нуэва-Пас, «Ремихио Лукуми» был крещен в 1833 году. «Лукуми» было национальным названием, данным йоруба в ходе четырехсотлетней работорговли. Историки утверждают, что африканцев часто подвергали трехлетней «подготовке» к крещению, включая изучение испанского языка для проведения необходимых оглашений при крещении. Таким образом, вероятным годом прибытия Эрреры на Кубу был 1830-й.
Двадцать лет он трудился на плантации, принадлежавшей дону Мигелю Антонио Эррере в Нуэва-Пасе, расположенной на торговом перекрестке между тремя шумными колониальными городами: Тринидадом, Гаваной и Матансасом. За исключительную сообразительность был отправлен в Гавану для участия в делах хозяина. Там Ремихио и познакомился с Карлосом Аде Но Би, вольноотпущенником, который был дворецким и личным доверенным лицом богатого испанца. Карлос Аде Би был не только наставником Ремихио в гадании Ифа, но и впоследствии предоставил финансовые ресурсы, чтобы выкупить его из рабства в 1850 году.
Получив свободу, Эррера начал заниматься городской жизнью на Кубе, набирая политический и религиозный вес. Он женился, создал большую семью, которая сохранилась до сих пор, и продолжил обучение гаданию у балабао, приехавших на Кубу до него. Свою первую резиденцию он купил в городе Матансас. В середине 1860-х годов Ремихиожил в Руле, о чем говорят свидетельства о рождении его дочери Хосефы Эрреры (Пепа Эшу Би) в 1864 году и сына Теодоро Эрреры в 1866 году. К 1880-м Эррера разбогател.